# Відьомська доба
Відьомська доба (оригінальна назва — рос. Ведьмин век) — роман українських письменників Марини та Сергія Дяченків; опублікований  у видавництвах «Терра-Азбука» 1997 року.

## Опис книги

### Україна
«Відьомська доба» — одна з найкращих книжок Дяченків.
Втім, це можна сказати мало не про все, що виходить з-під їхнього пера, чи то пак — пер. Чи вилазить з їхнього принтера.
Читачі, що на дух не переносять фантастики, можуть спокійно братися до читання — якість гарантована. За позірною легкістю, за прозорістю письма — темний жах одвічних питань. Це — теж про кохання. Про Любов, яка ламає стереотипи, традиції, змиває тавро рабства з душі, підіймає людину до рівня Бога. Саме вона, така всесильна, рятує світ від рутини, що тягне у болото немічності й самознищення.

### Польща
Перша у Польщі і напевно не остання повість російського дуету, дуже популярного у Росії і в Україні. Фентезі, що відбувається тут і зараз, але напевно в альтернативному світі, бо населяють його відьми, мавки й інші істоти. Що кілька сот років приходить Час Відьом, коли їх народжується багато, що символізує прихід їхньої королеви, Матки матриці. Інквізитор Старж є єдиним, хто із самого початку знає про ситуацію, а якщо не нейтралізую Матки відьом, світ буде знищено.

### Росія
У цьому світі поєднуються буденність і міф. Тут відьми танцюють у балеті, а вулицями бродять нави — злобливі і нещасні, що переслідуються жорстокою спецслужбою «Чугайстер». Коли крах неминучий, коли неминуча катастрофа, хто повірить у нове кохання, таке неможливе за мірками жителів?

## Цікаві факти
Вперше опублікувався у київському журналі «Радуга» 1997 року. Того ж року вийшов у видавництві «Азбука». Ця версія була «без відома авторів безжально відредагованою». Її було відновлено у публікації 2000 року, проте через «технічну необережність» не було включено декілька епізодів. Оригінальний текст вперше опублікували 2003 року. Далі він випускався без змін.

## Нагороди[2]
- 1998 — фестиваль «Зиланткон», нагорода «Большой Зилант» (Росія)
- 2004 — нагорода «SFinks», номінація Закордонний роман року (пол. Zagraniczna powieść roku, Польща)

## Видання[2]
- 1997 рік — видавництво «Терра-Азбука». (рос.)
- 2000 рік — видавництво «Кальварія». (укр.)
- 2000 рік — видавництво «Олма-пресс». (рос.)
- 2003 рік — видавництво «Solaris» (назва — пол. Czas wiedźm). (пол.)[5]
- 2003 рік — видавництво «Эксмо». (рос.)
- 2004 рік — видавництво «Эксмо». (рос.)
- 2005 рік — видавництво «Эксмо». (рос.)
- 2007 рік — видавництво «Эксмо». (рос.)
- 2008 рік — видавництво «Piper». (нім.)
- 2008 рік — видавництво «Эксмо». (рос.)

## Український переклад
Українською мовою був перекладений і опублікований 2000 року видавництвом «Кальварія».